# 凱達格蘭文化館

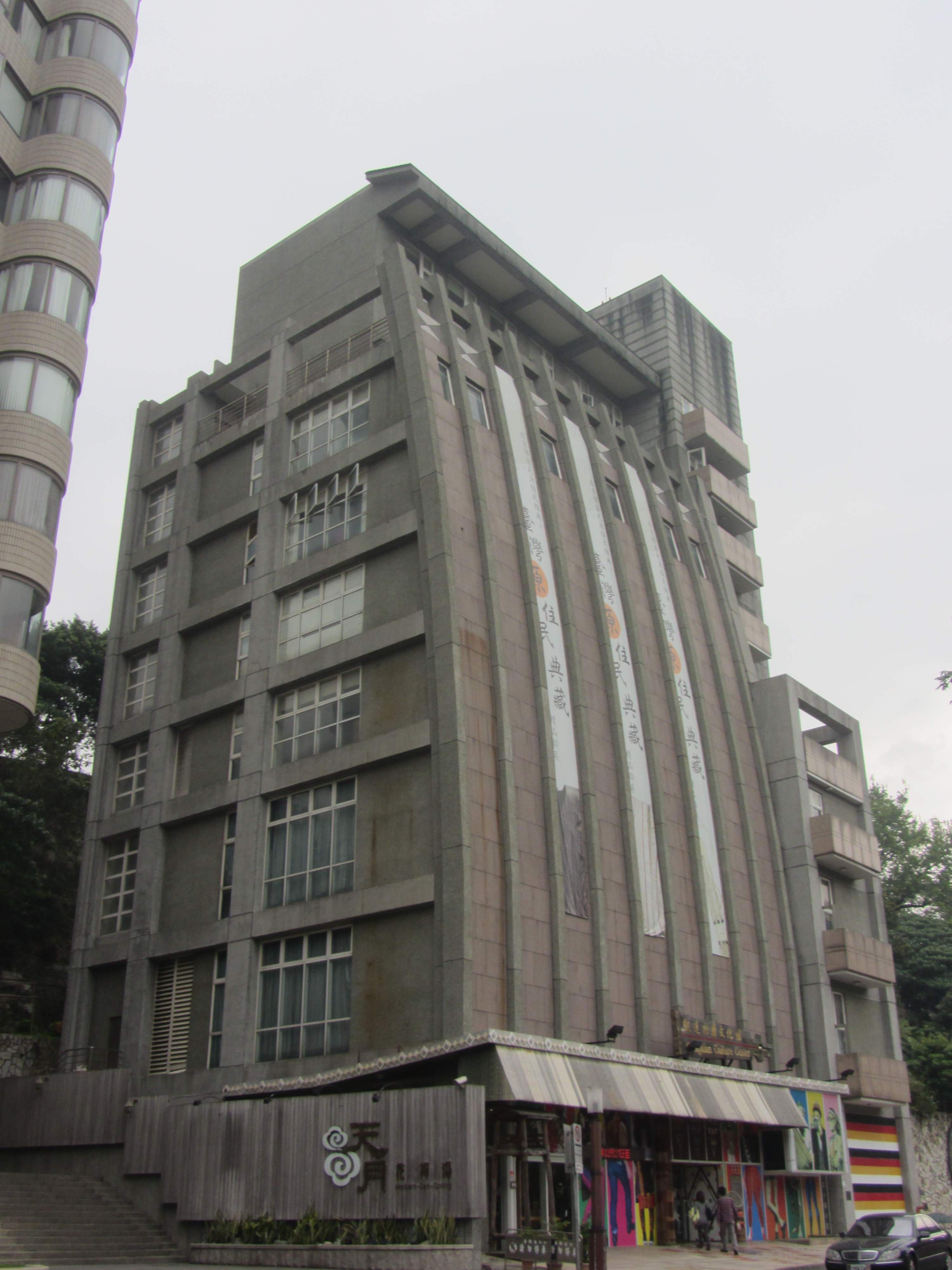
凱達格蘭文化館

凱達格蘭文化館是位於臺北市北投區的展覽館，鄰近新北投捷运站和北投公園。该馆于2002年11月开馆，以凯达格兰族为名，是全國第一座以原住民為主體的文化藝術及教育研習中心。馆内除一般展覽外，亦有会议及表演空间、技艺研习之教学场地、图书馆等设施。

## 外部連結
- 凱達格蘭文化館  臺北旅遊網